# 弗兰克·卡尔森
弗兰克·查尔斯·卡尔森（英語：Frank Charles Carlson；1893年1月23日—1987年5月30日），共和党，美国堪萨斯州的参议员、堪萨斯州第30任州长、美国众议院议员。1893年出生于堪萨斯州康科迪亚附近，父母皆为瑞典移民。